# 戸井田大輝
戸井田 大輝（といた だいき、1995年6月10日 - ）は、日本の男性キックボクサー。埼玉県所沢市出身。TOP LEAD GYM所属。
MAキックボクシング日本スーパーバンタム級王者。

## 来歴
1999年、4歳から士道館植野道場で、空手をはじめる。
4年生で士道館植野道場、士道館ひばりヶ丘道場にて、キックボクシングと空手を両立、アマチュア戦績6戦6勝3KO。
13歳で一度格闘技を離れるが、20歳の頃再びキックボクシングを始め、プロを目指し始める。
2016年、プロデビュー。
2018年、戸井田ジム立ち上げ
2018年9月、マーシャルアーツ日本キックボクシング連盟キックボクシング、初参戦。
2019年3月、Bigbang初参戦
2019年6月7日、後楽園ホールで行われたBigbang 統一への道 其の36にて、竹内将生と対戦。3-0判定勝ち。
2019年9月22日、響波と対戦しKO勝ち。7戦無敗のまま、24歳で第6代MAキックボクシング日本スーパーバンタム級王者(MA王者)となる。
2019年11月、9戦目にしてBigbang王座決定トーナメント決勝戦で、亀本勇翔と対戦。0-3判定負け、初黒星となる。
2020年8月、RISE初参戦で、元ビッグバンスーパーバンタム級王者 城戸良星と対戦。
2021年6月18日、後楽園ホールで行われたRISE150にて、拳剛と対戦。0-3で判定負けを喫するものの、壮絶な打ち合いの激闘に称賛の声が多く上がった。
2021年8月29日、後楽園ホールで行われたBigbang 統一への道 其の39にて、戸塚昌司と対戦。3-0判定勝ち。
2023年9月、埼玉県所沢市けやき台にTOP LEAD GYMをオープン。

## 戦績

### プロキックボクシング
| キックボクシング 戦績 | キックボクシング 戦績 | キックボクシング 戦績 | キックボクシング 戦績 | キックボクシング 戦績 | キックボクシング 戦績 | キックボクシング 戦績 |
| --------------------- | --------------------- | --------------------- | --------------------- | --------------------- | --------------------- | --------------------- |
| 16 試合               | (T)KO                 | 判定                  | その他                | 引き分け              | 無効試合              |                       |
| 10 勝                 | 4                     | 6                     | 0                     | 1                     | 0                     |                       |
| 5 敗                  | 0                     | 5                     | 0                     | 1                     | 0                     |                       |

## 獲得タイトル
- 第6代MAキックボクシング日本スーパーバンタム級王座